# 포항 아파트 방화 사건
포항 아파트 방화 사건은 2024년 12월 2일 경상북도 포항시의 한 아파트에서 60세 남성 손모 씨가 자살을 목적으로 방화를 저지른 사건이다.

## 전개
2024년 12월 2일 오전 11시 33분경, 대한민국 경상북도 포항시 두호동 삼양동산맨션 4층에서 60세 남성 손모 씨가 인화성 물질을 사용하여 방화를 일으켰다. 폭발 이후, 화재가 발생하였으며, 이로 인해 방화를 일으킨 남성 손모 씨는 사망하였으며, 그의 아들 2명은 중상을 입었고, 아파트 주민 18명도 연기를 흡입해 경상을 입었다. 이로써, 총 20명이 피해를 입었다.